# Furia neopyralidarum
Furia neopyralidarum är en svampart som först beskrevs av Ben Ze'ev, och fick sitt nu gällande namn av Humber 1989. Furia neopyralidarum ingår i släktet Furia och familjen Entomophthoraceae.   Inga underarter finns listade i Catalogue of Life.